# Oppelrath
Oppelrath ist ein Ortsteil von Oberhalberg in der Stadt Hennef (Sieg).

## Lage
Der ehemals eigenständige Wohnplatz liegt im Westen von Oberhalberg und gehört mit diesem zu den sog. Bergdörfern, wozu außerdem noch Berg und Niederhalberg gehören.

## Geschichte
Oppelrath wurde vermutlich ab dem 13. bis 15. Jahrhundert erstmals besiedelt.
1910 war für Oppelrath die Witwe Kaspar Haumann als Pächterin eingetragen. Damals gehörte der Hof zur Bürgermeisterei Lauthausen.